# Бловац
Бловац (њем. Blowatz) општина је у њемачкој савезној држави Мекленбург-Западна Померанија. Једно је од 91 општинског средишта округа Нордвестмекленбург. Према процјени из 2010. у општини је живјело 1.181 становника. Посједује регионалну шифру (AGS) 13058010.

## Географски и демографски подаци
Бловац се налази у савезној држави Мекленбург-Западна Померанија у округу Нордвестмекленбург. Општина се налази на надморској висини од 14 метара. Површина општине износи 30,2 km².

## Становништво
У самом мјесту је, према процјени из 2010. године, живјело 1.181 становника. Просјечна густина становништва износи 39 становника/km².